# Copaxa pygmaea
Copaxa pygmaea är en fjärilsart som beskrevs av Eugène Louis Bouvier 1929. Copaxa pygmaea ingår i släktet Copaxa och familjen påfågelsspinnare. Inga underarter finns listade i Catalogue of Life.